# Artur Żuk

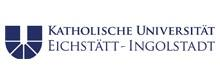
Logo Katolickiego Uniwersytetu Eichstatt-Ingolstadt

Artur Żuk (Zuk) (ur. 2 maja 1973 w Głogowie) – polsko-niemiecki duchowny rzymskokatolicki. Doktor habilitowany teologii duchowości chrześcijańskiej.

## Życiorys
Pochodzi z parafii św. Mikołaja w Głogowie (diecezja zielonogórsko-gorzowska). Studia magisterskie z teologii rozpoczął w Wyższym Seminarium Duchownym w Paradyżu, afiliowanym do Papieskiego Fakultetu Teologicznego we Wrocławiu (1992-1997). Licencjat z teologii dogmatycznej na tej samej uczelni w latach 1997–2000. Inkardynowany do diecezji Eichstätt na Bawarii. 14 kwietnia 2000 roku w Norymberdze przyjął święcenia diakonatu, natomiast 5 maja 2001 roku przyjął święcenia kapłańskie w Eichstätt (obydwu święceń udzielił bp dr Walter Mixa). W latach 2000–2003 odbył studia doktoranckie z teologii dogmatycznej na Papieskim Fakultecie Teologicznym we Wrocławiu pod kierownictwem ks. prof. dra hab. Romana E. Rogowskiego. W latach 2007–2012, z polecenia biskupa Gregora Marii Hanke OSB, przeprowadził przewód habilitacyjny, pod kierownictwem ks. prof. dra hab. Erwina Möde, na Katolickim Uniwersytecie Eichstätt-Ingolstadt, przy katedrze Teologii i Psychologii Pastoralnej oraz Duchowości Chrześcijańskiej i Homiletyki. 25 kwietnia 2012 r. obronił colloquium habilitacyjne i uzyskał venia legendi na nauczanie teologii duchowości. W latach 2012–2019 wykładał teologię i psychologię pastoralną, oraz duchowość chrześcijańską i homiletykę. Pracował jako docent przy Katedrze Teologii i Psychologii Pastoralnej. Prowadził wykłady i seminaria także na innych Uczelniach (UKSW Warszawa, Wyższa Szkoła Filozoficzno-Teologiczna Benedykta XVI w Wiedniu/Heiligenkreuz (Heilgenkreuz Pfilosophisch-Theologische Hochschule Benedikt XVI). W latach 2009–2016 współpracował z Papieską Radą ds. Duszpasterstwa Służby Zdrowia (zajmował się problematyką niemieckojęzyczną). W roku 2013 był współorganizatorem w imieniu Watykanu, jak i koordynatorem naukowym ze strony niemieckiej, XXI Światowego Dnia Chorych na Bawarii. 1 września 2024 roku został inkardynowany przez J. E. Biskupa Wolfganga Ipolta do diecezji Görlitz.
Aktualnie zajmuje się pracą duszpasterską w parafii Spremberg, gdzie sprawuje urząd proboszcza oraz wykłada teologię ciała w Wyższej Szkole Filozoficzno-Teologicznej Benedykta XVI w Wiedniu/Heiligenkreuz (Heilgenkreuz Pfilosophisch-Theologische Hochschule Benedikt XVI

## Zainteresowania naukowe
W swoich badaniach naukowych zajmuje się następującą tematyką:
- Chrześcijańska duchowość i teologia pastoralna wobec małżeństwa i rodziny[8];
- Chrześcijańska duchowość i teologia pastoralna wobec posługi chorym i cierpiącym;
- Nowa ewangelizacja i „nawrócenie pastoralne”;
- „Teologia Ciała” (Philosophisch-Theologische Hochschule Benedikt XVI. Wiedeń/Heiligenkreuz[9];
- Coaching rodzinny (UKSW Warszawa)[10];

## Praca duszpasterska (vita pastoralis)
| Lata      | Miejscowość                   | Funkcja                |
| --------- | ----------------------------- | ---------------------- |
| 1999-2000 | Hilpoltstein                  | kurs pastoralny        |
| 2000-2001 | Nürnberg (Heilige Familie)    | diakon                 |
| 2001-2003 | Nürnberg (Heilige Familie)    | wikariusz              |
| 2003-2004 | Ingolstadt (Münster)          | wikariusz              |
| 2004-2007 | Pappenheim                    | proboszcz              |
| 2007-2012 | Eichstätt (Heilig-Geist)      | proboszcz (habilitant) |
| 2012-2019 | Enkering                      | proboszcz (docent)     |
| 2019-2025 | Guben (St. Trinitas)          | proboszcz              |
| 2024-2025 | Finsterwalde (Mater Dolorosa) | administrator          |
| 2025-     | Spremberg (St. Benno)         | proboszcz              |

## Pobyty badawcze
- Pontificia Università Lateranense: Pontificio Istituto Giovanni Paolo II per Studi su Matrimonio e Famiglia, Roma [ITALIA] (2008/2009).
- Catholic University of America: Pontifical John Paul II Institute for Studies on Marriage and Family, Washington DC [USA], (2010)

## Monografie
- Soteryjny wymiar sakramentu namaszczenia chorych na podstawie posoborowej literatury teologicznej, s. I-XII; 1-84, Wrocław 1997.
- Trynitarny wymiar sakramentu namaszczenia chorych na podstawie posoborowej literatury teologicznej, s. 253, Wrocław 2002.
- Das nachkonziliare Verständnis von „communio personarum” als Grundlage und Ziel der christlichen Ehe- und Familienspiritualität: Theologische Prämissen und ihre Relevanz für die Pastoral in der heutigen Gesellschaft, s. 490, Eichstätt 2012.

## Publikacje w czasopismach
- Piłatyzm – współczesny problem Kościoła, W drodze, 9 (409) 2007, s. 45–49.
- Die katholische Seelsorge im Altenheim, Nestler’s Rampenlicht, Herbst 2007, s. 8.
- Las spoczynku, W drodze, 11 (411) 2007, s. 29–34.
- Restrukturyzacja Kościoła w Niemczech, Pastores, 39 (Wiosna) 2008-2, s. 141–150.
- Fünf Altäre der ehelichen und familiären Gemeinschaft: Ein innovatives Modell der Spiritualität, Forum Katholische Theologie, 29. Jahrgang, Heft 3/2013, s. 210–222.
- „I cinque altari” della comunità coniugale e familiare: un modello innovativo di spiritualità, Rivista Teologica di Lugano, Anno XVIII, Giugno 2013, Numero 2, s. 269–282.
- Neuevangelisierung als Lebens- und Überlebensstil der Christen, Forum KatholischeTheologie, 30. Jahrgang, Heft 4/2014, s. 290–305.
- Ausgewählte Aspekte der zukunftsfähigen Ehe- und Familienspiritualität als Ausdrucksform der Retinität der geistlichen Ressourcen für die Gesellschaft: Studia nad Rodziną, Warszawa, (34) Warszawa 2014, Rok XVIII, s. 173-200.
- Un nuovo sguardo contemplativo: i segni sacramentali ed il riposo celebrativo, Dolentium Hominum, n. 88, anno XXX, 2015 n. 2, Città del Vaticano 2015, s. 105-108.
- A New Contemplative Outlook: the Sacramental Signs and the Celebration of Rest, Dolentium Hominum, Number 88, Year XXX, Vatican City 2015, s. 105-108.
- Elementy chrześcijańskiej duchowości okołoporodowej, Studia nad Rodziną (42) Warszawa 2017, Rok XXI, s. 9-36.

## Artykuły w antologiach
- Łaska i życie, w: R. Rogowski und A. Małachowski, Teologia jako sztuka życia, Wrocław 2008, s. 224–240.
- Cnoty teologalne dzisiaj, w: R. Rogowski und A. Małachowski, Teologia jako sztuka życia, Wrocław 2008, s. 241–254.
- Integracja migrantów i ich rodzin w nauczaniu i praktyce Kościoła, w: J. Surżykiewicz und M. Kulesza, Integracja w świecie powszechnej migracji – Otwarte pytania pedagogiki społecznej, Warszawa 2008, s. 326–340.
- Theoretische Grundlegung und spirituelle Herausforderungen der Gesundheitsfürsorge der Kirche, w: S. Müller und E. Möde, Glaube und Ethos, Band 8, LiT Berlin 2008, s. 78–96.
- Reformy systemu szkolnictwa we Włoszech, jako wyraz dążenia do rozwoju edukacji, w: J. Surżykiewicz und M. Kulesza, Ciągłość i zmiana w edukacji szkolnej – Społeczne i wychowawcze obszary napięć, Warszawa 2010, s. 393–405.
- Pastoralne zaangażowanie parafii w szkole: innowacyjny model wychowania społeczno-kulturowego, w: W. Misiak und J. Surżykiewicz, Studia nad życiem społeczno-kulturalnym Polaków w Niemczech, Toruń 2012, s. 221–255.
- Eine kritische Sicht der „Intergenerativen Heilung”, w: Eichstätter Studien, Bd. 74, Spiritualität-Introvision-Heilung, Erwin Möde, Friedrich Pustet Verlag Regensburg 2015, s. 193–206.
- Polityka rządowa Niemiec w obszarze wsparcia rodziny, w: M. Ozorowski, Coaching Rodzinny, Innowacyjne podejście do osób zagrożonych wykluczeniem społecznym, Łomża 2015, s. 53–66.
- Die staatliche Förderung und Unterstützung der Familien in Deutschland, in: Coaching Rodzinny, Innowacyjne podejście do osób zagrożonych wykluczeniem społecznym, M.Ozorowski, Łomża 2015, s. 53–66.
- „Ołtarze” wspólnoty małżeńskiej i rodzinnej: innowacyjny model duchowości, w: Małżeństwo i rodzina w służbie człowieka. Refleksja nad nauczaniem ks. prof. dr. hab. Jerzego Bajdy, red. M. Kluz, J. Młyński, Kraków 2018, s. 131–149.
- Und dann? – Der Mensch im Eschaton, w: C. Gams (Hg.), Amor. Der Leib und seine Sprache. Jahrbuch der Theologie des Leibes, Bnd. 1, Be&Be-Verlag: Heiligenkreuz 2019, s.183-201.
- Communio personarum als spirituelle Achse der Theologie des Leibes, w: C. Gams (Hg.), Amor. Der erlöste Leib – Veritatis splendor und die Theologie des Leibes, Jahrbuch der Theologie des Leibes, Bnd. 5, Be&Be-Verlag: Heiligenkreuz 2024, s. 295-311.

## Tłumaczenia
- Regel für Humanae vitae-Gruppen (Prämissen), w: C. Gams (Hg.), Amor. Sohn werden - um Vater zu sein. Jahrbuch der Theologie des Leibes, Bnd. 3, Be&Be-Verlag: Heiligenkreuz 2021, s.154-155.
- Gedanken zur Ehe, w: C. Gams (Hg.), Amor. Sohn werden - um Vater zu sein. Jahrbuch der Theologie des Leibes, Bnd. 3, Be&Be-Verlag: Heiligenkreuz 2021, s.156-168.
- Liebe ist die moralische Grundlage der Ehe, w: C. Gams (Hg.), Amor. Sohn werden - um Vater zu sein. Jahrbuch der Theologie des Leibes, Bnd. 3, Be&Be-Verlag: Heiligenkreuz 2021, s.169-177.
- Kard. Müller: Encyklika o środowisku „Laudato sì“ a ekologia człowieka, w: https://www.niedziela.pl/artykul/95008?tytul=Encyklika-o-srodowisku-%E2%80%9ELaudato-s%C3Z-a